# Weniamin Iossifowitsch Fleischmann
Weniamin Iossifowitsch Fleischmann (ruso: Вениамин Иосифович Флейшман), llamado también Benjamin Fleischmann (* 7. julio 1913 en Óblast de Tver-† 14. Septiembre 1941 cerca de Leningrado), fue un compositor ruso durante la época soviética.
Su única obra conocida es la ópera inconclusa "Rothschild´s Violin", basada en un escrito de Antón Chéjov. 
El compositor había fallecido cuando esta obra fue encontrada por su maestro Dmitri Shostakóvich que la terminó e instrumentó, y que fue presentada por primera vez en la Ópera de Leningrado en 1968 bajo la dirección de Maxim Shostakovich.
Weniamin Fleischmann perteneció en 1941 a la brigada popular que, sin instrucción militar y muy mal armada, se enfrentó al ejército alemán cuando este puso sitio a Leningrado. Halló la muerte en el combate.

## Grabaciones
- Veniamin Fleishman: Rothschild's Violin con Sergei Leiferkus, Konstantin Pluzhnikov, Rotterdam Philharmonic Orchestra, Gennadi Rozhdestvensky, RCA Red Seal 09026 68434-2.